# Patigurrilla
La patigurrilla es un guiso tradicional de la comarca de Campana de Oropesa, Toledo.
Está estrechamente asociado con la caldereta o estofado de boda, para el cual se sacrificaban a los corderos, cabritos o cerdos. Se aprovechaban las patas de estos animales, junto con los callos y otras menudencias, para guisar la patigurrilla que se servía entre los familiares, bien en vísperas de la boda o después de la misma.
El caldo se espesa con huevos.